# Montsor
Montsor és un poble del municipi de la Pobla de Segur, al Pallars Jussà. Està situat al nord del terme municipal, de manera que és el centre de tota la part muntanyosa d'aquest municipi, que constituïa la parròquia de Santa Maria de Montsor.
Per Montsor transcorria l'antiga via de comunicació entre els dos Pallars, quan el Pas de Collegats no era obert, i havia estat un poble estratègicament ben situat en aquest camí. D'ençà l'obertura del Congost de Collegats, el poble de Montsor restà fora de rutes habituals de comunicació, i caigué en decadència.
Per carretera, hi ha 30 quilòmetres de recorregut des de la Pobla de Segur, atès que cal fer una volta considerable i arribar a Montsor pel nord. Cal seguir la carretera N-260 cap al nord-oest, fins al poble de Senterada (10 km), des d'on cal seguir 3,5 km cap al nord-est per la carretera L-503, fins a arribar a la Pobleta de Bellveí. Des d'aquest poble surt cap al sud-est la pista de Montcortès de Pallars, que cal seguir uns 5,5 quilòmetres, fins a les envistes d'aquest poble. En aquest lloc es troba l'arrencada d'una altra pista, cap al sud-oest, que passa pel Coll de Mentui i mena a Peracalç. Un quilòmetre abans d'arribar a aquest poble, surt una altra pista, cap al nord-oest, que mena al Dolmen de Perauba i al Pla del Llac, i fa la volta al Roc de Sant Aventí per la banda de ponent. Aquesta pista arriba a Montsor al cap d'uns 11,5 quilòmetres més.
El poble de Montsor era un poble clos, com encara es pot reconèixer malgrat el seu abandonament, obert només pel sud, on hi ha l'església.
La seva església, que havia estat parroquial, actualment està agrupada a la de la Pobla de Segur. Està dedicada a santa Maria, i és romànica.

## Etimologia
Joan Coromines explica el topònim Montsor a partir de dues teories. Totes dues tenen en comú la primera arrel d'aquest topònim: mont, del llatí mons, amb el mateix significat actual: muntanya. Difereixen les dues teories en la interpretació del segon, sor. D'una banda, podria tractar-se d'un antropònim germànic, Saur, variant de Sarwa, que té força presència en terres catalanes. En aquest cas, es tractaria de la muntanya d'en Saur.
Segons l'altra interpretació, es tractaria de l'adjectiu català antic sor (vermell), és a dir, que seria un topònim descriptiu: la muntanya vermella. Tot i considerar les dues hipòtesis, Coromines es decanta una mica més per la segona que no pas per la primera.

## Història
Prop de Montsor hi ha una de les restes prehistòriques del terme de la Pobla de Segur: el sepulcre megalític anomenat cabana de Montsor, o de la Llosana.
El castell de Montsor és esmentat un sol cop al llarg de la història: el 1309 fou donat per Ramon de Montferrer al seu germà Guillem, juntament amb el feu de la Pobla de Segur i altres castells pallaresos. És probable que el castell correspongui al mateix poble de Montsor. La forma de poble clos, que encara es pot reconèixer, correspondria a aquest castell.
Montsor tenia 10 cases i 32 habitants el 1718, i estava, com la Pobla de Segur, sota la jurisdicció dels vescomtes de Vilamur.
S'havia constituït com a ajuntament independent (Monsó) arran de la promulgació de la Constitució de Cadis, el 1812, però no pogué mantenir-lo després de la promulgació de la llei municipal del 1845, que exigia un mínim de 30 veïns (caps de família), i quedà annexionat el febrer del 1847 a la Pobla de Segur. Posteriorment quedà despoblat.
Pascual Madoz esmenta Montsor en el seu Diccionario Geográfico... del 1845. S'hi pot llegir que Monsó és una localitat amb ajuntament propi, situat dalt d'una muntanya, en un lloc molt aclarit, amb bona ventilació. Formaven el poble 7 cases d'una sola planta; el cementiri era a ran de poble, i hi havia a l'entorn fonts que, encara que no gaire abundoses, proveïen d'aigua la població. Cita que, enclavada en el seu terme, hi havia la masia de Queralt, propietat de la casa d'Orient, de la Pobla de Segur. El terreny era (és) trencat, muntanyós, aspre i de mala qualitat. Hi havia uns 200 jornals de feina al camp, la majoria de secà, tot i que existien prats i algun hortet. Hi abundaven les garrigues. S'hi produïa blat, civada, llegums, patates i poca llana. De bestiar, ovelles per a la llana i cabres. La població era de 7 veïns (caps de família) i 44 ànimes (habitants).

## Les cases del poble
Tot i que deshabitat, Montsor conserva bona part de les seves cases, si bé en estat desigual de conservació. Manuel Gimeno va recollir els noms de totes aquestes cases: Ca l'Amic, Casa Blancs, Casa Domenjó, Casa Familiar, Casa Manel, Cal Rafel, Casa Teixidor i Cal Xaloi.

## Les partides de terreny
El mateix autor anterior recull les partides de Montsor: Artigor, Bases, Canaleta, Cultiots, Curna, Gasator, Gomosí, Molinassos, Planell, Segalar, Serra Pleta, Solà i Tallades.